# 谌昌绪
谌昌绪，西昌人，是一名清朝政治人物。举人出身。
谌昌绪曾于嘉庆十三年(1808年)接替邹翰任建宁府知府一职，嘉庆十九年(1814年)由邹翰接任。